# フランシスコ・ブアージャール
フランシスコ・ブアージャール (Francesco Buhagiar, 1876年9月7日 - 1934年6月27日)は、イギリス自治領マルタの政治家。マルタの首相（第2代）を務めた。マルタ政治連合所属。
ミシーエイチエレ・ブアージャールとフィロメナ・ミフスッドの息子。